# Arthroleptis tuberosus
Arthroleptis tuberosus Andersson, 1905 è un anfibio anuro, appartenente alla famiglia degli Artroleptidi.

## Distribuzione e habitat
Si trova nella foresta pluviale dal Camerun alla Repubblica del Congo e Gabon; presumibilmente nella Repubblica Centrafricana sudoccidentale.